# 阿利扬塞勒
阿利扬塞勒（法語：Alliancelles，法語發音：[aljɑ̃sɛl]）是法国马恩省的一个市镇，位于该省东部，和默兹省接壤，属于维特里勒弗朗索瓦区。

## 地理
阿利扬塞勒（48°48'36"N, 4°52'57"E）面积6.93 平方千米，位于法国大東部大區马恩省，该省份为法国东北部内陆省份，北起阿登省，西北接埃纳省，西南接塞纳-马恩省，南至奥布省，东南接上马恩省，东临默兹省。
与阿利扬塞勒接壤的市镇（或旧市镇、城区）包括：贝唐库尔拉隆格、埃尔斯勒莫吕、塞迈兹莱班、奥尔南河畔朗库尔、勒梅讷库尔、维莱勒塞克。

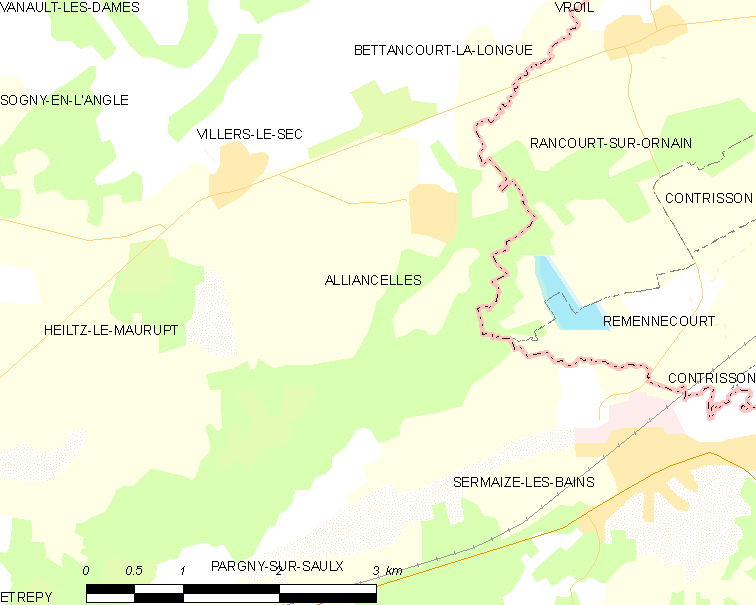
阿利扬塞勒的OSM定位图

阿利扬塞勒的时区为UTC+01:00、UTC+02:00（夏令时）。

## 行政
阿利扬塞勒的邮政编码为51250，INSEE市镇编码为51006。

## 政治
阿利扬塞勒所属的省级选区为塞迈兹莱班县。

## 人口

1962-2008年间阿利扬塞勒人口变化图示

阿利扬塞勒于2022年1月1日时的人口数量为151人。